# Campionatul European de Șah feminin din 2021
A 21-a ediție a Campionatului European de Șah feminin s-a desfășurat între 8 și 21 august 2021 la Iași, România. Meciurile au avut loc la hotelul Unirea în perioada 9-20 august. Au participat 117 șahiste din 29 de târi. Armeanca Elina Danielian a câștigat titlul. Turneul a trebuit să aibă loc în 2020 la Mamaia, dar a fost amânat din cauza pandemiei de COVID-19.
Au fost jucate unsprezece runde în sistemul elvețian. Jucătoarele au avut timp de 90 de minute în fiecare meci, ce a fost prelungit cu încă 30 de minute după a 40-a mutare. În plus a existat un increment de 30 de secunde per mutare. Au fost distribuite premii în bani în valoare totală de 60 000 de euro. Cele mai bune 20 de jucătoare au primit un premiu de cel puțin 1 000 de euro, iar câștigătoarea a primit 10 000 de euro.

## Clasament
| Loc   | Participant              | ELO  | Pct. | BT 1 | BUC  |
| ----- | ------------------------ | ---- | ---- | ---- | ---- |
| 1     | Elina Danielian          | 2407 | 9,0  | 69,5 | 74,5 |
| 2     | Iulia Osmak              | 2418 | 8,5  | 73,5 | 80,0 |
| 3     | Oliwia Kiołbasa          | 2288 | 8,0  | 68,0 | 72,0 |
| 4     | Natalia Buksa            | 2413 | 8,0  | 67,5 | 73,0 |
| 5     | Anna M. Sargsian         | 2388 | 7,5  | 64,5 | 69,5 |
| 6     | Gulnar Mammadova         | 2385 | 7,5  | 64,5 | 68,0 |
| 7     | Bela Hotenașvili         | 2471 | 7,5  | 68,5 | 73,0 |
| 8     | Mai Narva                | 2276 | 7,5  | 68,5 | 72,5 |
| 9     | Meri Arabidze            | 2438 | 7,5  | 71,0 | 76,5 |
| 10    | Leia Garifullina         | 2385 | 7,5  | 63,0 | 67,0 |
| 11    | Olga Badelka             | 2418 | 7,5  | 65,0 | 69,5 |
| 12    | Deimantė Cornette        | 2408 | 7,5  | 62,5 | 67,0 |
| 13    | Sophie Milliet           | 2403 | 7,5  | 63,5 | 67,5 |
| 14    | Nino Batsiașvili         | 2487 | 7,0  | 71,0 | 76,0 |
| 15    | Gunay Mammadzada         | 2460 | 7,0  | 69,5 | 74,5 |
| 16    | Teodora Injac            | 2370 | 7,0  | 67,5 | 72,0 |
| 17    | Lela Javahișvili         | 2470 | 7,0  | 65,5 | 70,5 |
| 18    | Aleksandra Jerebțova     | 2188 | 7,0  | 59,5 | 63,5 |
| 19    | Aleksandra Malțevskaia   | 2409 | 6,5  | 68,5 | 72,5 |
| 20    | Jolanta Zawadzka         | 2403 | 6,5  | 68,0 | 73,0 |
| [...] |                          |      |      |      |      |
| 25    | Irina Bulmaga            | 2413 | 6,5  | 65,5 | 71,0 |
| 38    | Mihaela Sandu            | 2263 | 6,5  | 53,5 | 56,5 |
| 39    | Elena-Luminița Cosma     | 2311 | 6,5  | 52,5 | 57,0 |
| 64    | Alessia-Mihaela Ciolacu  | 2241 | 5,5  | 54,5 | 57,5 |
| 67    | Valentina Verbin         | 2012 | 5,5  | 48,0 | 49,5 |
| 80    | Andreea-Mărioara Cosman  | 2143 | 5,0  | 52,5 | 56,5 |
| 84    | Stephanie Matasaru       | 1741 | 5,0  | 47,0 | 49,5 |
| 89    | Andreea-Cristina Năstase | 2074 | 4,5  | 56,0 | 60,0 |
| 90    | Svetlana Petrenko        | 2018 | 4,5  | 50,5 | 53,0 |

## Legături externe
- European Individual Women’s Chess Championship, site web oficial
- Lista Participantelor la chess-results.com
- Toate rezultatele la chess.com